# Sinfonía n.º 8 (Shostakóvich)

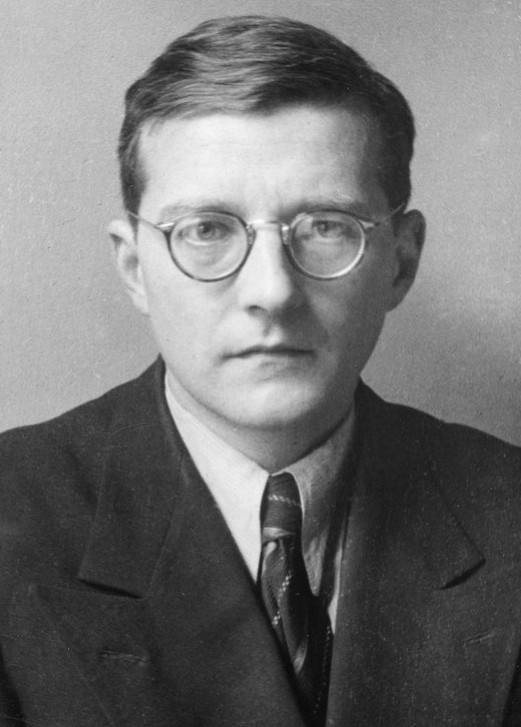
Shostakóvich en 1942.

La Sinfonía n.º 8 en do menor, Op. 65, subtitulada Stalingrado, fue compuesta por Dmitri Shostakóvich en 1943.

## Historia

### Composición
Durante la Segunda Guerra Mundial, conocida en la Unión Soviética como la "Gran Guerra Patria" se podría decir que Shostakóvich compuso un trío de Sinfonías de guerra (n.º 7, n.º 8 y n.º 9), al igual que su compatriota Serguéi Prokófiev escribió la trilogía de las llamadas Sonatas de guerra para piano (n.º 6, n.º 7 y n.º 8).
- La Sinfonía n.º 7 Leningrado es una obra programática que representaba el heroísmo de los defensores de la ciudad Leningrado, que en el momento de la composición vivía un dramático asedio por parte de los invasores nazis en la Segunda Guerra Mundial. El primer movimiento, artísticamente dudoso y que algunos consideran que significa la banalidad del mal.
- La Sinfonía n.º 8 Stalingrado es más introspectiva, concentrada y violenta que la anterior, que profundiza en la tragedia de la "Gran Guerra Patria". No está rodeada de la controversia de la anterior y es una obra mucho más profunda. Al igual que su predecesora, destila una atmósfera de guerra y lucha, de pérdida y esperanza. Pero aquí el dolor y la destrucción se convierten en los temas dominantes, sustituyendo a los admirables pero más ingenuos temas de heroísmo y triunfo de la n.º 7.[3]
- La Sinfonía n.º 9 presenta una forma de suite en cinco movimientos, de carácter alternativamente satírico y melancólico. Esto indignó a las autoridades estalinistas que esperaban una apoteosis triunfal.

La Sinfonía n.º 8 llegó en un momento en que los censores soviéticos estaban completamente ocupados con la guerra. Shostakóvich había sido atacado en enero de 1936 por su ópera Lady Macbeth de Mtsensk y, a partir de entonces, tuvo que modificar su lenguaje expresivo, a pesar de que apenas estaba en la vanguardia del modernismo. Ahora la situación había cambiado: Prokófiev pudo escribir su Sonata para piano n.º 7, que incluso recibió un premio Stalin a pesar de un primer movimiento que coqueteaba con la atonalidad y un Finale plagado de disonancias. Así, Shostakóvich tuvo libertad para escribir una obra más oscura, profunda y desafiante. Pero su carácter trágico fue principalmente un subproducto de la guerra y de la propia personalidad musical del compositor, a menudo pesimista por naturaleza.

### Estreno
El estreno de la obra se celebró el 4 de noviembre de 1943 en Kúibyshev con la interpretación de la Orquesta del Teatro Bolshói de Moscú bajo la dirección de Yevgueni Mravinski.

## Instrumentación
La partitura está escrita para una orquesta formada por:
- Viento madera: 4 flautas (la tercera y la cuarta doblan a los flautines), 2 oboes, 1 corno inglés, 2 clarinetes en si bemol, 1 clarinete en mi bemol, 1 clarinete bajo y 3 fagotes (el tercero doblando al contrafagot).
- Viento metal: 4 trompas, 3 trompetas, 3 trombones y 1 tuba.
- Percusión: timbales, bombo, caja, platillos, tam-tam, triángulo, pandereta, xilófono y glockenspiel.
- Cuerda: una sección de cuerdas con violines I y II, violas, violonchelos y contrabajos.

## Estructura y análisis
La sinfonía consta de cinco movimientos:
- I. Adagio – Allegro non troppo, en do menor 4
4
- II. Allegretto, en re mayor 4
4
- III. Allegro non troppo, en mi menor 2
2
- IV. Largo, en sol menor
- V. Allegretto, en do mayor

La interpretación de esta obra dura aproximadamente algo más de 60 minutos. De los cinco movimientos, el primero es casi tan largo como los otros cuatro juntos y los tres últimos se suceden sin solución de continuidad.

### I.Adagio – Allegro non troppo
El primer movimiento, Adagio – Allegro non troppo, está escrito en la tonalidad de do menor y en compás de 4/4. Su música es oscura y tensa en todo momento, y consta de un tema introductorio y dos melodías oscuras de largo aliento que forman los temas principal y secundario. Estas dos explotan en la catastrófica sección de desarrollo, cuyo clímax es una brutal marcha fugada basada en el primer tema. Un motivo de tres notas que aparece en diferentes formas (do–si bemol–do; do–re–do; si–do–si) sirve de lema a lo largo de la sinfonía y lanza los dos temas principales del movimiento inicial. Tras la explosiva sección de desarrollo, la música parece entrar en barrena durante el resto del movimiento.

### II.Allegretto
El segundo movimiento, Allegretto, está en re mayor y en compás de 4/4. A veces parece sugerir jovialidad, pero rápidamente socava esa sensación con un giro irónico o un giro hacia la desesperación.

### III.Allegro non troppo
El tercer movimiento, Allegro non troppo, está en mi menor y en compás alla breve. Es neurótico e impulsivo, ofrece un tema que corre sin aliento, impulsado, al parecer, por las bombas que caen en la distancia. Tras una sección intermedia algo ampulosa, el tema regresa y estalla en un arrebato percusivo.

### IV.Largo
El cuarto movimiento, Largo, está en sol menor. Es una passacaglia que comienza sin pausa tras el Allegro non troppo. El tema, lúgubre y profundo y relacionado con el segundo tema del movimiento inicial, se repite una docena de veces, transmitiendo en todo momento un sentimiento de pérdida, si no de desesperación.

### V.Allegretto
El quinto y último movimiento, Allegretto, está en do mayor. Comienza con un motivo de tres notas. Aunque hay indicios de alivio de la opresiva lucha y la tragedia, la música carece en su mayor parte de emociones fuertes, como para expresar una sensación de entumecimiento debido a los terrores de la guerra. Sin embargo, la música estalla repentinamente hacia el final de este panel de 15 minutos, con enormes acordes sostenidos que recuerdan los momentos catastróficos de los movimientos anteriores. El motivo de tres notas se escucha repetidamente en la quietud que sigue, y la sinfonía termina en un ambiente de resignación y emociones agotadas.

## Recepción de la obra
El compositor en una carta a Isaak Glikman escribió lo siguiente:

«Estoy seguro de que dará lugar a valiosas observaciones críticas que me inspirarán para futuros trabajos creativos y me permitirán revisar lo que he creado en el pasado. En lugar de dar un paso atrás, conseguiré dar uno hacia adelante.»

Tras el estreno Shostakóvich y el director Yevgueni Mravinski recibieron una ovación de media hora. Pero la sinfonía no fue bien recibida, si bien las críticas fueron más tibias que mordaces y cinco años más tarde Andréi Zhdánov y los censores del partido reprendieron al compositor por escribir la sinfonía. El tono sombrío, y en particular la falta de una conclusión optimista, la hacían inadecuada como propaganda en el país o en el extranjero. El amigo de Shostakóvich, Iván Sollertinsky, señaló que "la música es significativamente más dura y astringente que la Quinta o la Séptima y, por esa razón, es poco probable que se haga popular". Asimismo, la sinfonía fue criticada por Serguéi Prokófiev y otros en un Pleno de Compositores celebrado en marzo de 1944, y tras la Doctrina Zhdanov de 1948 fue prohibida de hecho hasta ocho años después. La sinfonía fue rehabilitada en octubre de 1956, en una interpretación de la Orquesta Filarmónica de Moscú bajo la batuta de Samuíl Samosúd.
Durante la Segunda Guerra Mundial el corresponsal de la CBS Bill Downs introdujo esta sinfonía en el panorama occidental cuando regresó de la Delegación de Moscú a Estados Unidos con la partitura.

## Discografía selecta
| Año            | Dirección             | Orquesta                                      | Discográfica            | Formato         |
| -------------- | --------------------- | --------------------------------------------- | ----------------------- | --------------- |
| 1944(1)        | Serguéi Kusevitski    | Orquesta Sinfónica de Boston                  | –                       | Edición privada |
| 1947(2)        | Yevgueni Mravinski    | Orquesta Filarmónica de Leningrado            | Melodiya                | LP              |
| 1960(3)        | Yevgueni Mravinski    | Orquesta Filarmónica de Leningrado            | BBC Worldwide           | CD (1998)       |
| 1972           | Kiril Kondrashin      | Orquesta Filarmónica de Moscú                 | Melodiya                | LP              |
| 1982 (en vivo) | Yevgueni Mravinski    | Orquesta Filarmónica de Leningrado            | Philips                 | CD              |
| 1983           | Bernard Haitink       | Orquesta Real del Concertgebouw               | Decca                   | LP/CD           |
| 1989           | Neeme Järvi           | Royal Scottish National Orchestra             | Chandos                 | CD              |
| 1992           | André Previn          | Orquesta Sinfónica de Londres                 | DG                      | CD              |
| 1992           | Mstislav Rostropóvich | Orquesta Sinfónica Nacional de Estados Unidos | Teldec                  | CD              |
| 1995           | Alexander Gauk        | Grand Symphony Orchestra                      | Revelation              | CD              |
| 1995           | Valeri Guérguiyev     | Orquesta Kirov                                | Philips                 | CD              |
| 2010           | Eliahu Inbal          | Orquesta Sinfónica de Viena                   | Denon                   | CD              |
| 2010           | Vasili Petrenko       | Real Orquesta Filarmónica de Liverpool        | Naxos                   | CD              |
| 2016           | Andris Nelsons        | Orquesta Sinfónica de Boston                  | DG                      | CD              |
| 2018           | Gianandrea Noseda     | Orquesta Sinfónica de Londres                 | LSO Live                | CD              |
| 2020           | Tugán Sójiev          | Orchestre National du Capitole de Toulouse    | Warner Classics         | CD              |
| 2023           | Kirill Petrenko       | Orquesta Filarmónica de Berlín                | Berliner Philharmoniker | CD              |

- (1): Primera grabación en vivo.
- (2): Primera grabación de estudio.
- (3): Estreno británico

## Publicaciones
- С. М. Хентова. Подвиг, воплощённый в музыке. Волгоград, Нижне-Волжское книжное издательство, 1984.